# سلیم بوخنشوش
سلیم بوخنشوش (فرانسوی: Salim Boukhanchouche‎؛ زادهٔ ۶ اکتبر ۱۹۹۱) بازیکن فوتبال اهل الجزایر است.

## باشگاهی
از باشگاه‌هایی که در آن بازی کرده‌است می‌توان به باشگاه فوتبال القبائل، باشگاه فوتبال اوراس باتنه و باشگاه فوتبال نصر حسین دای اشاره کرد.

## تیم ملی
وی همچنین در تیم ملی فوتبال الجزایر بازی کرده‌است.